# Sofia Amália de Brunsvique-Luneburgo
Sofia Amália (Herzberg am Harz, 24 de março de 1628 – Copenhague, 20 de fevereiro de 1685) foi a esposa do rei Frederico III e rainha consorte do Reino da Dinamarca e Noruega. Era filha de Jorge, Duque de Brunsvique-Luneburgo, e sua esposa Ana Leonor de Hesse-Darmstadt, também sendo tia paterna do rei Jorge I da Grã-Bretanha.

## Família
Sofia Amália foi a quinta filha do duque Jorge de Brunsvique-Luneburgo e Ana Leonor de Hesse-Darmstadt. Sofia era tia paterna do rei Jorge I da Grã-Bretanha, sendo irmã do pai dele, o duque Ernesto Augusto de Brunsvique-Luneburgo. Os seus avós paternos eram o duque Guilherme de Brunsvique-Luneburgo e a princesa Doroteia da Dinamarca. Os seus avós maternos eram o landegrave Luís V de Hesse-Darmstadt e a marquesa Madalena de Brandemburgo.

## Casamento

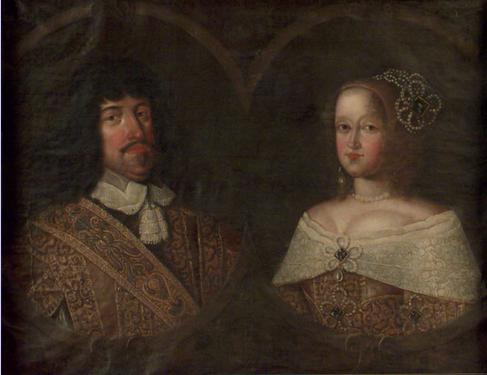
Sofia com o marido, o rei Frederico III.

Sofia Amália casou-se com o príncipe Frederico da Dinamarca no Castelo de Glücksburg, em 1 de Outubro de 1643 e o casal passou a viver em Bremen. O casamento tinha sido arranjado em 1640 e foi considerado adequado para a situação na qual o noivo se encontrava, visto que na altura ele era apenas bispo de Bremen e não herdeiro ao trono. Entre 1646-1647, o casal viveu humildemente em Flensborg antes de Frederico ser declarado como herdeiro. Sofia tornou-se rainha da Dinamarca em 1648. Juntos tiveram oito filhos, incluindo o rei Cristiano V e a princesa Ulrica Leonor, que se casou com o rei Carlos XI da Suécia.

## Rainha da Dinamarca
Sofia Amália adorava caçar e, apesar da situação financeira difícil do reino, era o centro de uma corte sumptuosa que usava artigos de luxo e dava grandes festas que tinham como objectivo glorificar o poder do rei. A rainha gostava de moda, festas e de teatro, organizava bailes de máscaras e introduziu a moda francesa na Dinamarca. Como o seu marido era bastante introvertido, Sofia tornou-se o centro da vida da corte.
Remodelou a corte segundo o estilo francês e alemão. Em 1649 mandou vir uma grande encomenda de artigos de luxo para a sua nova corte e reorganizou os seus participantes e posições. Contratou um capelão alemão, Kaspar Förster, uma orquestra de violinos francesa, um mestre de ballet francês, D. de Pillow, e uma cantora e bailarina francesa, Anne Chabanceau de La Barre. O embaixador espanhol, Bernardino de Rebolledo dedicou-lhe alguns dos seus poemas. Havia ballet, bailes de máscaras e teatro constantemente na corte e a rainha e os seus filhos participavam em peças de teatro amador com a nobreza. Em 1655 Sofia actuou em cinco partes durante um bailado. O desperdício de dinheiro numa sociedade pobre não era bem visto pelo povo.

## Influência

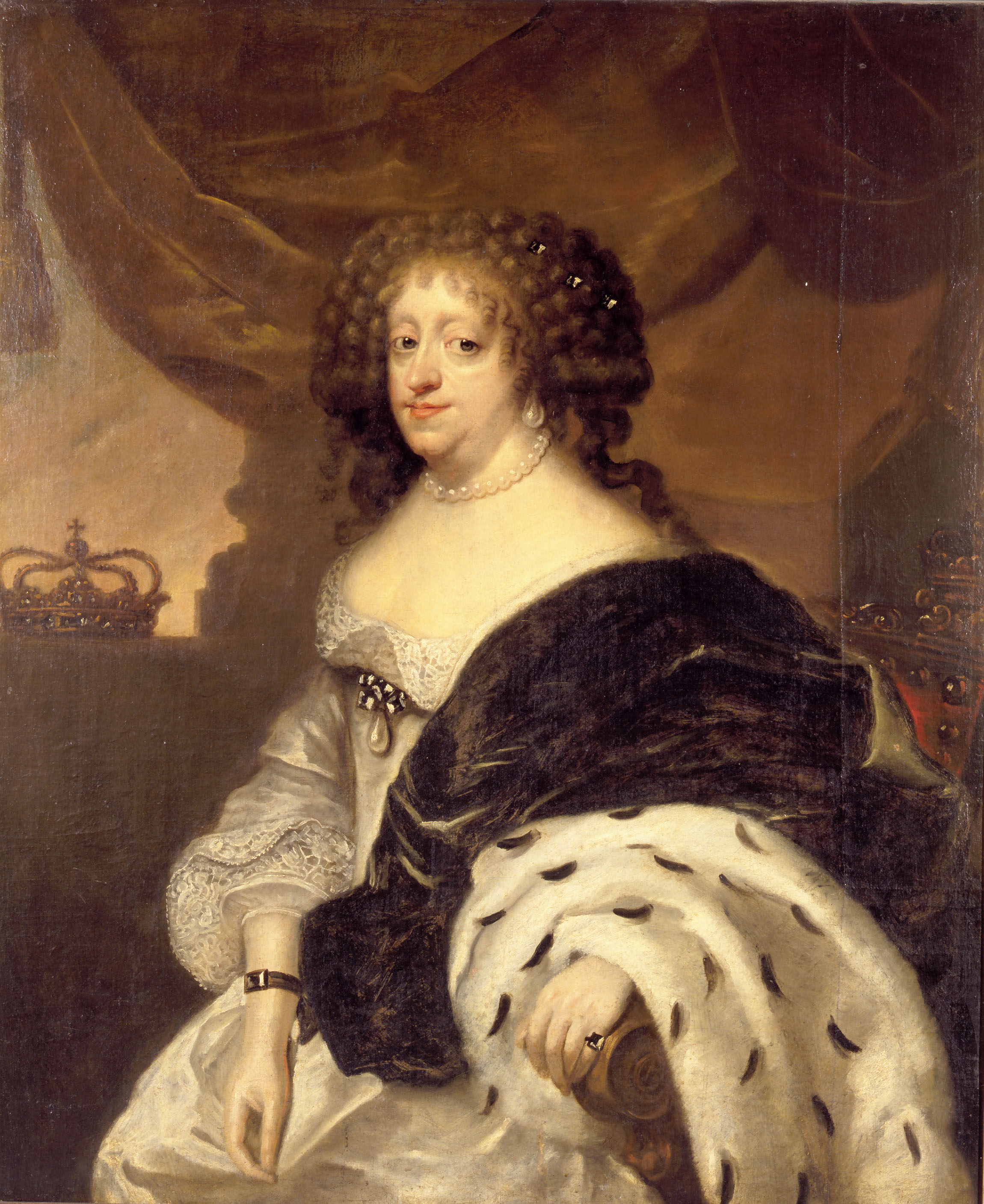
Sofia Amália, por Abraham Wuchters
(c. 1670)

Na primeira metade do reinado de Frederico III e depois durante o reinado do seu filho Cristiano V a partir de 1670, Sofia exercia grande influência sobre decisões políticas. No inicio da década de 1650, teve uma luta pelo poder com Corfitz Ulfeldt e Leonora Christina Ulfeldt, que se tinham tornado numa ameaça humilhante à posição do casal real. Não se entendia com as meias-irmãs do seu marido e as discussões que tinha com elas tornaram-se bem conhecidas: foi a primeira rainha em mais de trinta anos que não teve uma boa relação com a família do monarca. A zanga aconteceu maioritariamente devido ao facto de as princesas não querem perder a sua posição de mulheres mais importantes da corte. Sofia interessava-se por política e juntou um grupo de seguidores concedendo-lhes favores.
Pensasse que terá sido ela a dar inicio à guerra contra a Suécia em 1657. Sofia provavelmente terá sido uma das pessoas que participou na decisão de introduzir um sistema de monarquia absoluta na Dinamarca, um plano formulado numa altura em que a popularidade do casal real estava no seu ponto mais alto, depois de do cerco sueco a Copenhaga entre 1658-1660. Nesta altura, Sofia era muito popular pelo apoio moral que deu à população durante o cerco. Participou também em muitas confiscações de bens a nobres por parte da casa real. Em 1662 confiscou a propriedade de Kai Kykke depois deste ter afirmado que tinha dormido com as criadas da rainha. Também confiscou propriedade ao casal Ulfeldt. Em 1663, mandou prender Leonora Christina Ulfeldt e recusou-se a libertá-la enquanto ela própria estivesse viva. A sua influência começou a diminuir em 1665, quando não foi informada dos termos da nova constituição nem foi escolhida para regente caso o rei morresse antes do filho de ambos chegar à maioridade. Os motivos para a sua perda de influência terão sido o facto de favorecer o seu filho mais novo, Jorge, e pelos planos ambiciosos de casamento que tinha para as suas filhas, bem como as dúvidas de que o plano da rainha para reconquistar a Escânia à Suécia fosse ajudar a Dinamarca a conseguir uma aliança com a França e com a Áustria. Já como rainha-viúva, Sofia zangava-se frequentemente com a sua nora, a condessa Carlota Amália de Hesse-Cassel, por causa de questões de etiqueta.
O palácio Sophie Amalienborg foi construído entre 1669 e 1673, no local onde se encontra actualmente o Palácio de Amalienborg. Viveu lá desde o momento em que este ficou concluído até à sua morte.
Encontra-se enterrada na Catedral de Roskilde.

## Descendência
- Cristiano V da Dinamarca (15 de Abril de 1646 — 25 de Agosto de 1699), rei da Dinamarca entre 1670 e 1699; casado com a condessa Carlota Amália de Hesse-Cassel; com descendência.
- Ana Sofia da Dinamarca (1 de Setembro de 1647 — 1 de Julho de 1717), casada com o eleitor João Jorge III da Saxónia; com descendência.
- Frederica Amália da Dinamarca (11 de Abril de 1649 — 30 de Outubro de 1704), casada com o duque Cristiano Alberto de Holstein-Gottorp; com descendência.
- Guilhermina Ernestina da Dinamarca (21 de Junho de 1650 — 22 de Abril de 1706), casada com o eleitor Carlos II do Palatinado; sem descendência.
- Frederico da Dinamarca (11 de Outubro de 1651 — 14 de Março de 1652), morreu aos cinco meses de idade.
- Jorge da Dinamarca (2 de Abril de 1653 — 28 de Outubro de 1708), casado com a rainha Ana da Grã-Bretanha; com descendência.
- Ulrica Leonor da Dinamarca (11 de Setembro de 1656 — 26 de Outubro de 1693), casada com o rei Carlos XI da Suécia; com descendência.
- Doroteia da Dinamarca (16 de Novembro de 1657 — 15 de Maio de 1658), morreu aos seis meses de idade.